# Processus convexe
Un processus convexe est une multifonction dont le graphe est un cône convexe pointé. Un processus convexe étend la notion d'application linéaire (dont le graphe est un sous-espace vectoriel), puisqu'un processus convexe univoque est une application linéaire. On peut lui associer une norme.
Cette notion a été introduite par Rockafellar (1967 et 1970). Elle intervient, par exemple, dans la généralisation du théorème des fonctions implicites aux multifonctions.
Connaissances supposées : les bases de l'analyse multifonctionnelle et de l'analyse convexe.

## Définitions et exemple

### Définitions
Soient {\displaystyle \mathbb {E} } et {\displaystyle \mathbb {F} } deux espaces vectoriels réels. Un processus convexe est une multifonction {\displaystyle T:\mathbb {E} \multimap \mathbb {F} } dont le graphe {\displaystyle {\mathcal {G}}(T):=\{(x,y)\in \mathbb {E} \times \mathbb {F} :y\in T(x)\}} est un cône convexe pointé (il s'agit donc d'une multifonction convexe particulière). Il revient au même de dire (et il sera parfois plus simple de vérifier) qu'un processus convexe est une multifonction {\displaystyle T:\mathbb {E} \multimap \mathbb {F} } qui satisfait aux propriétés suivantes :
- pour tout {\displaystyle x_{1}}, {\displaystyle x_{2}\in \mathbb {E} }, on a {\displaystyle T(x_{1}+x_{2})\supset T(x_{1})+T(x_{2})},
- pour tout {\displaystyle \alpha >0} et pour tout {\displaystyle x\in \mathbb {E} }, on a {\displaystyle T(\alpha x)=\alpha T(x)},
- {\displaystyle 0\in T(0)}.

On dit qu'un processus convexe {\displaystyle T:\mathbb {E} \multimap \mathbb {F} } est fermé si son graphe {\displaystyle {\mathcal {G}}(T)} est fermé dans l'espace produit {\displaystyle \mathbb {E} \times \mathbb {F} .}

### Rappels d'analyse multifonctionnelle
Rappelons quelques notions liées à une multifonction {\displaystyle T:\mathbb {E} \multimap \mathbb {F} } qui nous serons utiles.
- Le domaine de {\displaystyle T} est défini et noté par {\displaystyle \operatorname {dom} T:=\{x\in \mathbb {E} :T(x)\neq \varnothing \}} ; c'est la projection canonique de {\displaystyle {\mathcal {G}}(T)} sur {\displaystyle \mathbb {E} }.
- L'image de {\displaystyle T} est définie et notée par {\displaystyle {\mathcal {R}}(T):=\{y\in \mathbb {F} :\exists \,x\in \mathbb {E} ~{\mbox{tel que}}~y\in T(x)\}} ; c'est la projection canonique de {\displaystyle {\mathcal {G}}(T)} sur {\displaystyle \mathbb {F} }.
- La fonction réciproque de {\displaystyle T} est la multifonction {\displaystyle T^{-1}:\mathbb {F} \multimap \mathbb {E} } définie par {\displaystyle T^{-1}(y):=\{x\in \mathbb {E} :y\in T(x)\}}. Dès lors {\displaystyle y\in T(x)} si, et seulement si, {\displaystyle x\in T^{-1}(y)}.
- On dit que {\displaystyle T} est semi-continue inférieurement en {\displaystyle x_{0}\in \mathbb {E} } relativement à une partie {\displaystyle P_{0}\subset \mathbb {E} } contenant {\displaystyle x_{0}}, si pour tout ouvert {\displaystyle V} de {\displaystyle \mathbb {F} } tel que {\displaystyle V\cap T(x_{0})\neq \varnothing }, il existe un ouvert {\displaystyle U} de {\displaystyle P_{0}} (muni de sa topologie induite de celle de {\displaystyle \mathbb {E} }) contenant {\displaystyle x_{0}} tel que, pour tout {\displaystyle x\in U}, on a {\displaystyle V\cap T(x)\neq \varnothing }.
- On dit que {\displaystyle T} est ouverte en {\displaystyle 0}, si pour tout ouvert {\displaystyle U} de {\displaystyle \mathbb {E} } contenant 0, {\displaystyle T(U)} est un voisinage de 0 dans {\displaystyle {\mathcal {R}}(T)} (muni de la topologie induite de celle de {\displaystyle \mathbb {F} }).

### Exemple
Voici un exemple instructif de processus convexe : {\displaystyle \mathbb {E} =\mathbb {R} ^{n}}, {\displaystyle \mathbb {F} :=\mathbb {R} ^{m}} et {\displaystyle T:\mathbb {R} ^{n}\multimap \mathbb {R} ^{m}} est défini en {\displaystyle x\in \mathbb {R} ^{n}} par
où {\displaystyle A:\mathbb {R} ^{n}\to \mathbb {R} ^{p}} et {\displaystyle B:\mathbb {R} ^{n}\to \mathbb {R} ^{m}} sont des applications linéaires. On voit que le processus convexe réciproque a pour valeur en {\displaystyle y\in \mathbb {R} ^{m}} :
Dès lors, {\displaystyle T^{-1}(y)} donne l'ensemble des solutions d'un certain système d'inégalités linéaires, dont une partie des inégalités est perturbée par le vecteur {\displaystyle y}.

## Propriétés immédiates
Pour un processus convexe {\displaystyle T:\mathbb {E} \multimap \mathbb {F} }, on a
- pour tout convexe {\displaystyle C\subset \mathbb {E} }, {\displaystyle T(C)} est convexe dans {\displaystyle \mathbb {F} } (parce que {\displaystyle T} est une multifonction convexe),
- {\displaystyle \operatorname {dom} T} est un cône convexe pointé,
- {\displaystyle T(0)} est un cône convexe et {\displaystyle T(0)=\{y\in \mathbb {F} :T(x)+y\subset T(x)} pour tout {\displaystyle x\in \mathbb {E} \}},
- {\displaystyle T^{-1}} est un processus convexe,
- {\displaystyle T^{-1}(0)=\{x\in \mathbb {E} :T(x')\subset T(x'+x)} pour tout {\displaystyle x'\in \mathbb {E} \}},
- un processus convexe univoque est une application linéaire.

## Norme
On suppose dans cette section que {\displaystyle \mathbb {E} } et {\displaystyle \mathbb {F} } sont des espaces normés.
On peut définir la norme d'un processus convexe {\displaystyle T:\mathbb {E} \multimap \mathbb {F} } par
Contrairement aux applications linéaires, la norme d'un processus convexe entre espaces de dimension finie n'est pas nécessairement finie, même s'il est fermé. Par exemple, la multifonction {\displaystyle T:\mathbb {R} \multimap \mathbb {R} ^{2}} définie en {\displaystyle x\in \mathbb {R} } par
est un processus convexe fermé et son application réciproque {\displaystyle T^{-1}:\mathbb {R} ^{2}\multimap \mathbb {R} } prend en {\displaystyle y\in \mathbb {R} ^{2}} la valeur
Cependant {\displaystyle \|T^{-1}\|=+\infty }, car si {\displaystyle y_{k}:=(1,1/k)}, avec {\displaystyle k\in \mathbb {N} ^{*}}, on a
Norme finie — Soit {\displaystyle T:\mathbb {E} \multimap \mathbb {F} } un processus convexe. Alors les propriétés suivantes sont équivalentes:
1. {\displaystyle \|T\|<+\infty },
2. {\displaystyle T} est semi-continue inférieurement en 0, relativement à {\displaystyle \operatorname {dom} T},
3. {\displaystyle T^{-1}} est ouverte en 0.